# Rakouská literatura
Rakouská literatura je součástí německy psané literatury. Tradičně je rakouská literatura chápána jako literatura, která vznikla a nadále vzniká na území zaniklé "dunajské monarchie" a dnešního Rakouska, zpravidla tedy psaná autorkami a autory pocházejícími z Rakouska nebo těmi, kteří na tomto území dlouhodobě žili, příp. stále žijí, třebaže Rakousko není jejich původní vlastí.
Navzdory její dlouholeté provázanosti a zejména jazykové blízkosti s literaturou z území dnešního Německa, tedy německou literaturou v užším slova smyslu, se na území Rakouska postupně vyvinula samostatná literatura zabývající se zčásti odlišnými, "rakouskými" tématy - např. rozpadem monarchie, rolí Rakouska za druhé světové války, setrvávajícím fašistickým smýšlením obyvatelstva apod. Označení "rakouská literatura" se dále může vztahovat i na literaturu jednotlivých jazykových menšin žijících v Rakousku. Jako příklad lze uvést slovinsky psanou literaturu z Korutan.

## Vymezení pojmu rakouská literatura

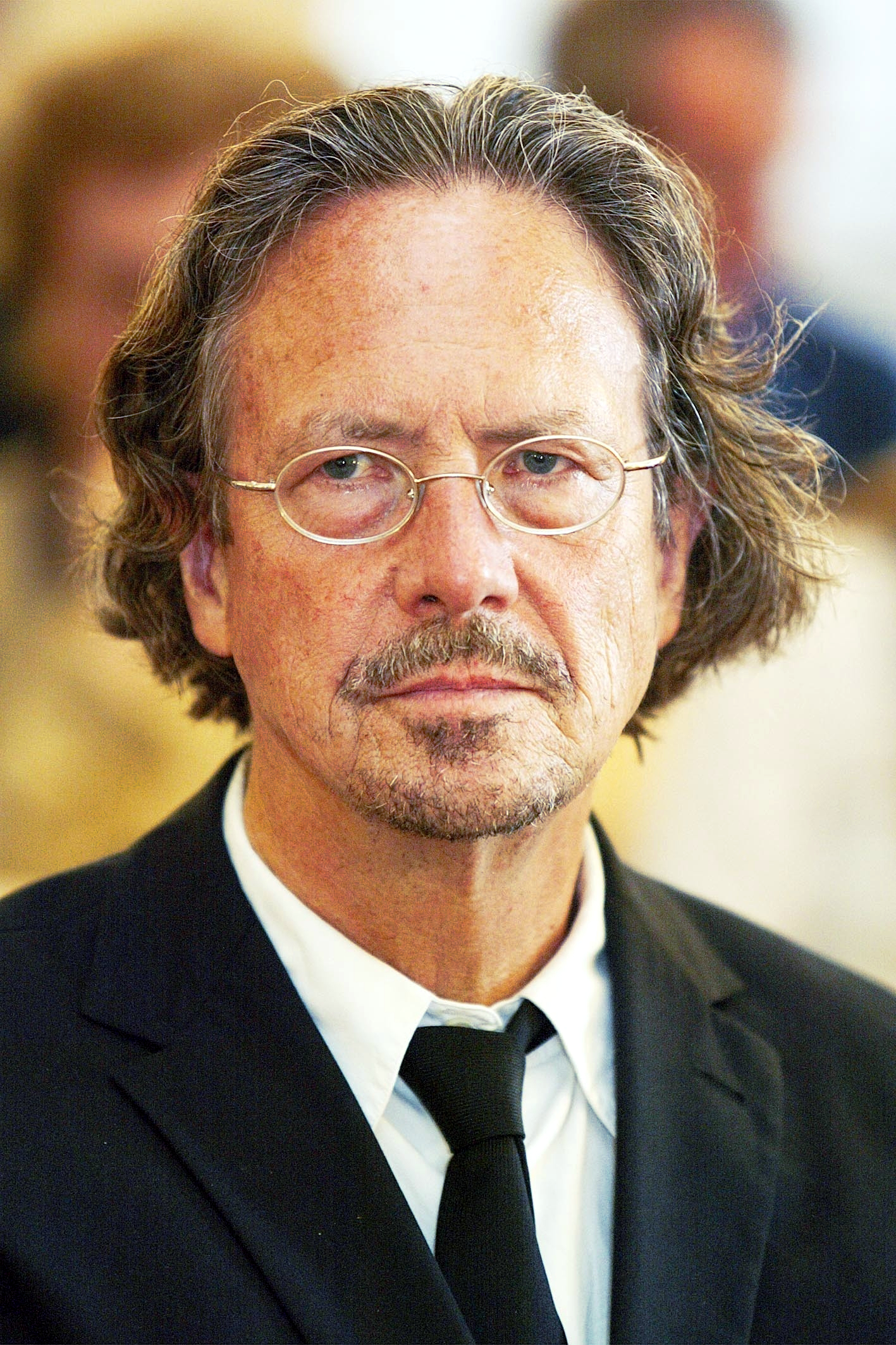
Rakouský spisovatel Peter Handke

Jak je naznačeno výše, rozsah pojmu "rakouská literatura" může být pro jednotlivé mluvčí velmi rozdílný. Ve svém nejširším pojetí může rakouská literatura zahrnovat nejen autorky a autory původem rakouské, ale také ty, kteří na území současného Rakouska nežili, příp. žili jen krátce, ale byli ve své tvorbě zcela zjevně ovlivněni kulturním a politickým vývojem v monarchii. K těmto autorům by patřili např. zástupci tzv. pražské německé (Paul Leppin, Max Brod, Franz Werfel a další) nebo moravské německé literatury. Zatímco někteří z těchto autorů se orientovali spíše na bližší Německo, jiní, mezi nimi již jmenovaný Franz Werfel, měli později výrazněji blíže k Rakousku.
Pojem rakouská literatura dále přirozeně zahrnuje autorky a autory původem z Rakouska, kteří však z nějakého důvodu Rakousko opustili a upřednostnili život v zahraničí. K těmto autorkám a autorům by mj. patřili Ingeborg Bachmannová (Itálie), Peter Handke (Francie) či Norbert Gstrein (Německo).
Protipól k nim tvoří nemalá skupina autorek a autorů, kteří se sice nenarodili v Rakousku, ale později se do něj z nejrůznějších důvodů přestěhovali a rakouská kulturní a politická scéna je výrazně formovala. Příkladem by tu mohli být spisovatelé Daniel Kehlmann (Německo) a Doron Rabinovici (Izrael) či autorky Julya Rabinowich (Sovětský svaz) a Ann Cotten (Spojené státy).
Specifickou skupinu rakouských literátek a literátů tvoří korutanští Slovinci, jejichž mateřským a často též tvůrčím jazykem je primárně slovinština. Nejvýraznějšími hlasy slovinské menšiny jsou Florjan Lipuš a Maja Haderlapová.
Na počátku 21. století se vymezení literatury dle národnosti či bydliště autora zdá bolestivě nedostačující a limitující současně. Německy hovořící autorky a autoři často prezentují své knihy napříč německy hovořícími zeměmi, přebírají ocenění a stipendia bez ohledu na svou původní vlast, německé nakladatelské domy vydávají rakouské autorky a autory a rakouská nakladatelství zase spisovatelky a spisovatele původem německé apod. Určujícím není často ani téma. Příkladem za všechny může být rakouský spisovatel Josef Haslinger, který dlouhá léta vyučuje tvůrčí psaní v Lipsku, byl předsedou německého PEN klubu a ve svých knihách se věnuje mj. tématům z litevské (Das Vaterspiel) a české historie (Jáchymov).

## Od počátků do konce 18. století
Do 18. století rakouská literatura neexistovala a byla součástí německé literatury, vůči které neprojevovala žádná specifika a lze říci, že podléhala stejným kulturním i politickým vlivům. V 18. století se začala projevovat specifičnost rakouského prostředí. Oproti německé literatuře se i v tomto období objevuje spíše minimum rozdílů, které se později prohlubovaly. Rakouská literatura tak získala charakteristický ráz, který byl zapříčiněn především jiným politickým vývojem a vztahem ke katolické církvi.
Rozdíly proti německé literatuře se začaly projevovat nejprve v divadelní tvorbě, kde došlo k návaznosti na místní lidovou tvorbu a drama výmarské klasiky (Ferdinand Raimund, Franz Grillparzer).

## 19. století

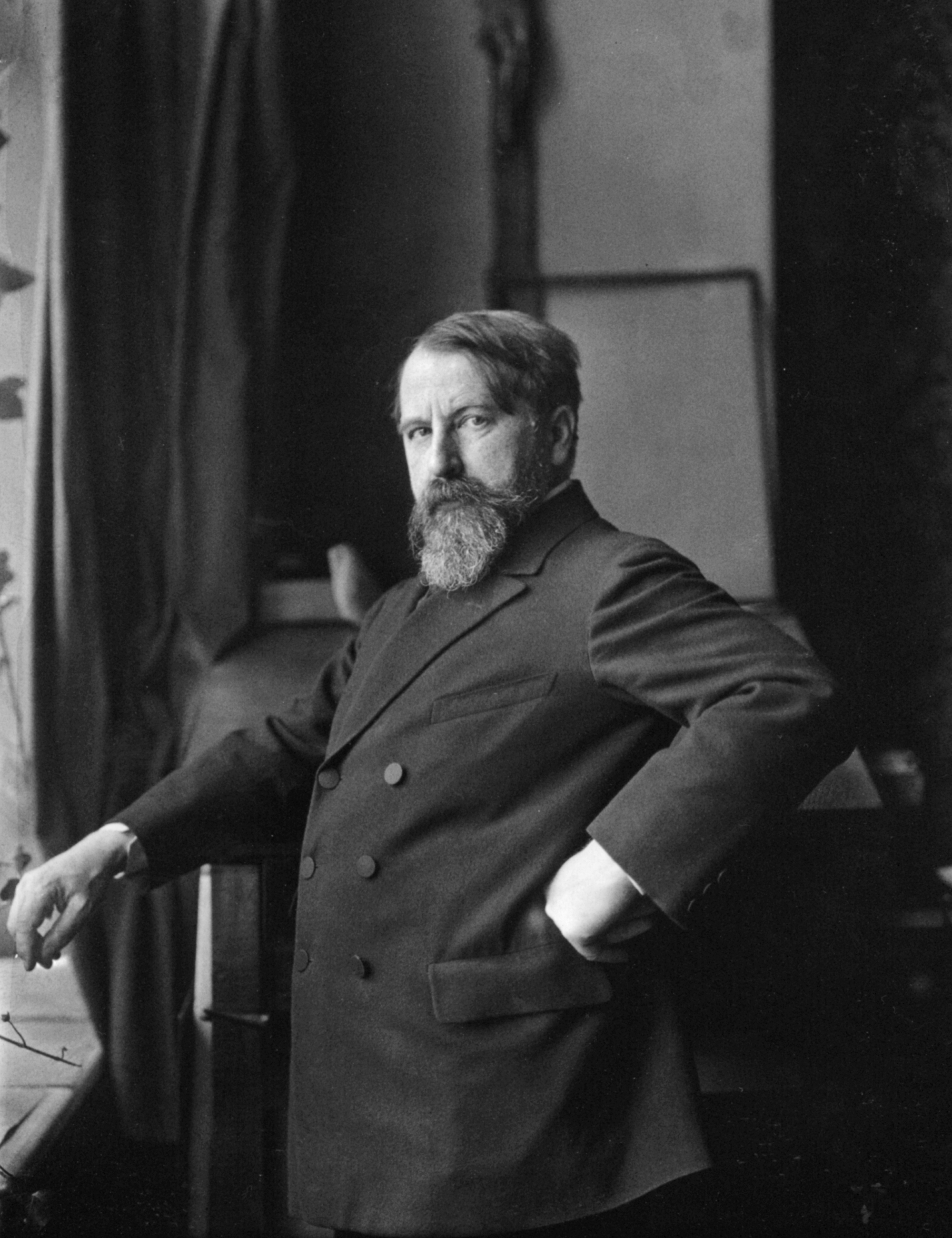
Přední dramatik přelomu století Arthur Schnitzler

Na konci 18. století se začala formovat tzv. vídeňská fraška. Tu v 19. století rozvinuli především Ferdinand Raimund a Johann Nepomuk Nestroy.
Rakouský romantismus byl ve srovnání s německým výrazně kritičtější a odbojnější. V tom se spíše přiblížil evropskému romantismu. Tento fakt byl ovlivněn zaměřením na Metternichovu politiku, což zároveň vedlo k exilu některých spisovatelů (Hieronymus Lorm).
Výrazným představitelem dramatu této doby byl Anastasius Grün, který patřil k odbojné části rakouského romantismu.
Po roce 1848 resp. po roce 1868 zesílil tlak jiných národností na rakouskou monarchii, což se promítlo i do literatury. Vliv těchto především slovanských autorů se nejvíce odrazil v realismu, který tak získal nejen nové podněty, ale zároveň byl oslaben jazykovými boji, které s oslabováním ekonomického a politického vlivu Rakouska, přerůstaly v určitou stagnaci literatury, či lépe řečeno v rezignaci nad stavem literatury.
Nejvýraznější představitelkou rakouského realismu byla Marie von Ebner-Eschenbachová, Jakob Julius David, který někdy bývá řazen k naturalismu, který se plně projevil např. v díle Ludwiga Anzengrubera.
Kolem roku 1900 do rakouské literatury pronikla celá řada nových uměleckých směrů. Nejvíce v této době ovlivnil literaturu impresionismus (Peter Altenberg) a symbolismus. Z německého prostředí se velice silně projevil i expresionismus. Nejvýraznějšími osobnostmi tohoto období byli Arthur Schnitzler a Hugo von Hofmannsthal. Schnitzler je autorem řady dramat (Anatol, Milkování, Rej a další) a kratších próz (např. Snová novela), kromě toho si dlouhá léta vedl detailní deník.

## Od rozpadu monarchie po druhou světovou válku
Po první světové válce se ústředním tématem rakouské literatury stal rozpad rakouské monarchie a sním o rozpad minulých hodnot. (Stefan Zweig, Karl Kraus, Robert Musil, Alexander Lernet-Holenia. Mezi nejvýraznější osobnosti rakouské literatury patřil i Heimito von Doderer, který se otázkou rozpadu monarchie příliš nezabýval.
Po nástupu nacismu v Německu (1933) se mnoho tehdejších rakouských spisovatelů angažovalo v jeho prospěch, což ostatně vycházelo ze stavu v jakém byla tehdejší rakouská společnost (např. Bruno Brehm, Karl Hans Strobl). Druhá část spisovatelů nacismus s fašismus povětšinou z levicovových pozic odmítala (např. Stefan Zweig, Felix Braun). Tito spisovatelé pak odcházeli do exilu, kde se zpravidla zapojovali do různých antifašistických spolků.

## Od konce války po pád železné opony
Po druhé světové válce se větší část exilových spisovatelů vrátila (např. Felix Braun, Franz Theodor Csokor), přesto jejich vliv postupně slábl. Do popředí se totiž dostala nová generace, která založila tzv. vídeňskou skupinu, kteří programově odmítli tradice a založili svá díla na provokaci (Ernst Jandl, Friederike Mayröckerová).
Dalším důležitým centrem rakouské poválečné literatury se stal časopis Manuskripte, kolem kterého se soustředila rakouská avantgarda.
S celosvětovým nástupem postmoderny se i v Rakousku prosadil tento styl, zejména v próze Christopha Ransmayra (Poslední svět).

## Od roku 1989

### Politická a společenská situace
Rok 1989 představuje v mnoha ohledech počátek nové epochy evropských dějin. S pádem „železné opony“ se mění i politické postavení Rakouska. Z neutrální republiky, jejíž hranice představovaly třecí zóny mezi Západem a Východem, resp. mezi zeměmi Varšavské smlouvy a členy NATO, se postupně stává jeden ze středobodů nové Evropy. Roku 1995 přistupuje Rakousko k Evropské unii a na přelomu tisíciletí podobně jako další země zavádí společnou evropskou měnu - euro. Nejpozději s rozpadem Jugoslávie a přístupem bývalých socialistických států včetně České republiky k EU (2004) se celá politická mapa Evropy zásadně mění.
Ruku v ruce s vývojem v zahraničí dochází i k výrazným změnám skladby obyvatelstva v samotném Rakousku. Příliv cizinců se na domácí politické scéně stává vděčným terčem kritiky silně pravicově orientovaných strany, zejména pak Svobodné strany Rakouska (FPÖ), které se daří získat na svou stranu zejména konzervativnější voliče. Roku 1999 se FPÖ stává součástí vládní koalice a zůstává v ní až do poloviny prvního desetiletí, kdy je vytlačena sociálními demokraty.

### Esejistika
Neklidná politická situace v zemi svědčí zejména žánru politického komentáře a esejistice. Už roku 1987 vychází významný „esej o Rakousku“ Josefa Haslingera (*1955) nazvaný Politik der Gefühle (č. Politika pocitů), na nějž záhy navazují práce Karl-Markuse Gauße (*1954) a Roberta Menasseho (*1954). Druhý jmenovaný mj. označuje ve své stejnojmenné sbírce esejů Rakousko za „zemi bez vlastností“ (1992, něm. Land ohne Eigenschaften).

### Drama

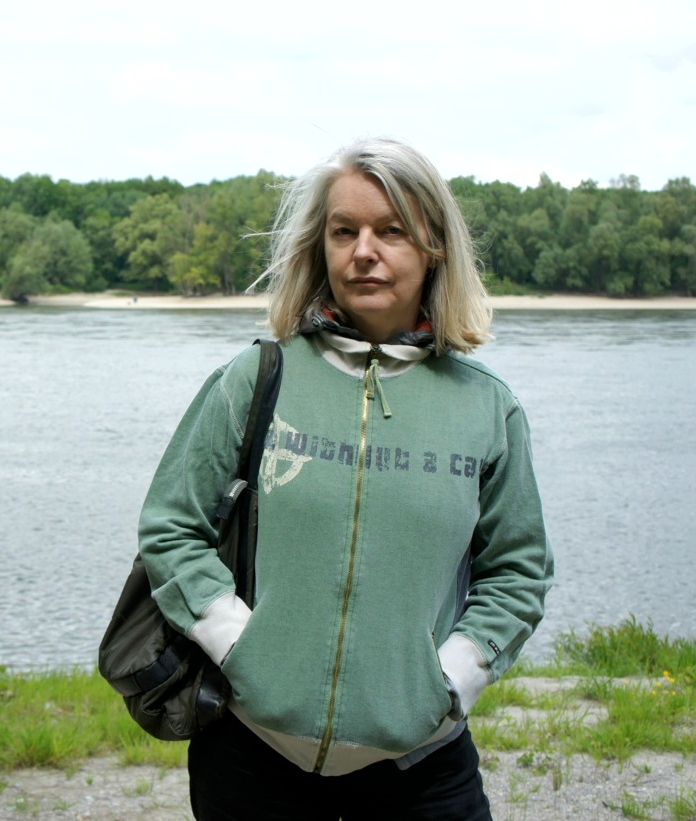
Marlene Streeruwitzová (*1950)

V oblasti dramatické tvorby přežívá v Rakousku i v 90. let avantgardistický přístup, a to zejména v díle Marlene Streeruwitzové (*1950) a Wernera Schwaba (1958–1994).
Už první divadelní hry feministicky orientované a politicky angažované Marlene Streeruwitzové dávají tušit, na která témata autorka cílí: kritika pozdně kapitalistické společnosti, kritika mužské nadvlády nad světem a v neposlední řadě snaha o prolomení divadelní, ale i společenské iluze, to jsou ingredience, které lze vystopovat už v jejím debutu Waikiki-Beach (1992) či pozdější hře New York, New York (1993). Od poloviny 90. let se autorka navíc věnuje i románové tvorbě.
Také Werner Schwab, rodák ze Štýrského Hradce, který vyrůstal s matkou-samoživitelkou v chudých podmínkách, po neúspěšném studiu sochařství se živil mj. jako dřevorubec a roku 1994 zemřel na otravu alkoholem, si nikterak nebere servítky. Jeho „fekální dramata“ se mj. zabývají sexualitou, tělesností či kanibalismem, kromě toho se však vyznačují i velmi svébytným jazykem, kritiky překřtěným na „schwabštinu“. Jedním z reprezentativních dílů autora jsou die präsidentinnen (č. Prezidentky).
Významným představitelem mladé generace rakouských dramatiků je Ewald Palmetshofer (*1978), z jehož her zmiňme alespoň do češtiny přeložené tituly hamlet ist tot. keine schwerkraft (2007, č. hamlet je mrtev. bez tíže) či faust hat hunger und verschluckt sich an einer grete (2009, č. faust má hlad a zaskočila mu grétka).